# Foes of Ali
Foes of Ali est un jeu vidéo de boxe sorti en 1995 sur 3DO Interactive Multiplayer. Le jeu a été développé par les studios Gray Matter et édité par Electronic Arts. Il est le précurseur de la série Knockout Kings.

## Personnages jouables
| - Mohamed Ali - George Chuvalo - Joe Frazier - Henry Cooper - Jimmy Ellis | - Bob Foster - Sonny Liston - Ken Norton - Leon Spinks - Chuck Wepner |